# Kerschenbach (Gemeinde St. Veit)
Kerschenbach ist eine Ortschaft und eine Katastralgemeinde der Gemeinde St. Veit an der Gölsen im Bezirk Lilienfeld in Niederösterreich.

## Siedlungsentwicklung
Zum Jahreswechsel 1979/1980 befanden sich in der Katastralgemeinde Kerschenbach insgesamt 99 Bauflächen mit 57.357 m² und 117 Gärten auf 374.089 m², 1989/1990 gab es 103 Bauflächen. 1999/2000 war die Zahl der Bauflächen auf 234 angewachsen und 2009/2010 bestanden 150 Gebäude auf 235 Bauflächen.

## Geschichte
Laut Adressbuch von Österreich waren im Jahr 1938 in Kerschenbach ein Bildhauer, ein Holzhändler und zahlreiche Landwirte ansässig. Im Steinbruch der Gebrüder Schlarbaum ⊙, der sich unmittelbar nördlich der Leobersdorfer Bahn befand, waren gegen Ende des Zweiten Weltkrieges ungarische Juden als Zwangsarbeiter beschäftigt und in einem Lager untergebracht. Bei einem „Evakuierungsmarsch“ ins KZ Mauthausen wurden diese im Zuge des Massakers im Schliefaugraben von SS-Männern niedergemetzelt.

## Bodennutzung
Die Katastralgemeinde ist landwirtschaftlich geprägt. 634 Hektar wurden zum Jahreswechsel 1979/1980 landwirtschaftlich genutzt und 540 Hektar waren forstwirtschaftlich geführte Waldflächen. 1999/2000 wurde auf 634 Hektar Landwirtschaft betrieben und 567 Hektar waren als forstwirtschaftlich genutzte Flächen ausgewiesen. Ende 2018 waren 627 Hektar als landwirtschaftliche Flächen genutzt und Forstwirtschaft wurde auf 560 Hektar betrieben. Die durchschnittliche Bodenklimazahl von Kerschenbach beträgt 26,5 (Stand 2010).